# 辛集镇 (海兴县)
辛集镇，是中华人民共和国河北省沧州市海兴县下辖的一个乡镇级行政单位。

## 行政区划
辛集镇下辖以下地区：
辛集村、宋王村、孙提头村、于家庄村、魏家村、新立村、甘草村、西马村、巩提头村、苑提头村、刘王庄东村、刘王庄西村、刘王庄前村和赵提头村。